# Jean Raphael Vanderlei Moreira
Jean Raphael Vanderlei Moreira (* 24. Juni 1986 in Campo Grande), meist Jean genannt, ist ein brasilianischer Fußballspieler.

## Karriere

### Verein
Jean Raphael Vanderlei Moreira begann seine Karriere 2001 bei Operário FC und wechselte 2002 zum FC São Paulo. 2005 schaffte er den Sprung in die erste Mannschaft. In seinen ersten Profijahren wurde er an drei verschiedene Vereine verliehen, um Spielpraxis zu sammeln. Zunächst waren seine Anlaufstationen 2006 der América FC und Marília AC. Zur europäischen Winterpause wurde Jean nach Portugal an den Zweitligisten FC Penafiel ausgeliehen. Nach Ende der Saison 2017/18 kehrte er zu São Paulo zurück und konnte im Zuge des Gewinns der sechsten nationalen Meisterschaft des Klubs 2008 noch 23 Spiele (zwei Tore) bestreiten.
2012 übernahm der Fluminense FC aus Rio de Janeiro 35 % der Rechte und lieh Jean ebenfalls aus. Die Leihe enthielt die Option 2013 weitere 50 % der Rechte zu übernehmen. Sein erstes Tor für Fluminense schoss er am 12. August 2012 beim Spiel gegen Palmeiras São Paulo. In seinem ersten Jahr bei Fluminense konnte wieder die Meisterschaft gewinnen, dabei bestritt er 35 von 38 möglichen Spielen (ein Tor). Zur Saison 2013 nahm der Klub die Kaufoption wahr.
Anfang 2016 verließ Jean den Klub und ging zurück nach São Paulo, wo er sich Palmeiras anschloss. Auch mit dem Klub konnte er die Meisterschaft 2016 und 2018 gewinnen. Zur Saison 2020 wurde er an Cruzeiro Belo Horizonte ausgeliehen.

### Nationalmannschaft
2012 debütierte er bei der 1:2-Niederlage gegen die Argentinische Nationalelf für die brasilianische Nationalelf. Zwischen 2012 und 2013 absolvierte Jean sechs Länderspiele für die A-Nationalmannschaft.

## Erfolge
FC São Paulo
- Campeonato Brasileiro de Futebol: 2008

Fluminense FC
- Taça Guanabara: 2012
- Staatsmeisterschaft von Rio de Janeiro: 2012
- Campeonato Brasileiro de Futebol: 2012

Palmeiras São Paulo
- Campeonato Brasileiro de Futebol: 2016, 2018

Nationalmannschaft
- FIFA-Konföderationen-Pokal: 2013

## Auszeichnungen
- Bola de Prata: 2016
- Prêmio Craque do Brasileirão: Auswahl des Jahres 2016